# Aşağıborandere
Aşağıborandere (früher Şeşen Jambotey) ist ein Dorf im Landkreis Pınarbaşı der türkischen Provinz Kayseri. Aşağıborandere liegt etwa 106 km östlich der Provinzhauptstadt Kayseri und 17 km nordöstlich von Pınarbaşı. Aşağıborandere hatte laut der letzten Volkszählung 93 Einwohner (Stand Ende Dezember 2010). Die Bevölkerung besteht hauptsächlich aus Tscherkessen und Tschetschenen.